# شغل سبز
شغل سبز (که با عنوان‌هایی نظیر شغل‌های یقه‌سبز، شغل‌های پایداری، شغل‌های زیست‌محیطی یا اکوشغل نیز شناخته می‌شوند)، بنا بر تعریف برنامه محیط زیست سازمان ملل متحد، به مشاغلی در حوزه‌های کشاورزی، تولید، تحقیق و توسعه، امور اداری و خدماتی اطلاق می‌گردد که به‌طور مؤثر در حفظ یا بازسازی کیفیت محیط زیست نقش دارند. این تعریف به‌ویژه ـ ولی نه منحصراً ـ شامل مشاغلی است که در زمینه‌هایی چون حفاظت از زیست‌بوم‌ها و تنوع زیستی، کاهش مصرف انرژی، مواد اولیه و آب با بهره‌گیری از راهکارهای کارآمد، کربن‌زدایی از اقتصاد، و به حداقل رساندن یا به‌کلی حذف تولید زباله و انواع آلودگی فعالیت می‌کنند.
بخش زیست‌محیطی نه تنها چالش‌های محیط زیستی را کاهش می‌دهد، بلکه به رشد اقتصادی نیز کمک می‌کند، بنابراین این نوع مشاغل دو وجهی هستند و آثار مثبت زیست‌محیطی و اقتصادی دارند.
طبق تعریف اداره آمار کار ایالات متحده آمریکا، شغل سبز به دو دسته اصلی تقسیم می‌شود:
1. مشاغلی که در آن‌ها تولید کالا یا ارائه خدمات، مستقیماً به نفع محیط زیست بوده یا به حفظ منابع طبیعی کمک می‌کند.[۵]
2. مشاغلی که در آن وظایف شغلی کارکنان، مربوط به بهبود فرآیندهای تولید در جهت کاهش اثرات زیست‌محیطی یا مصرف کمتر منابع طبیعی است.[۶]

بر اساس طبقه‌بندی این نهاد، شغل‌های سبز شامل موارد زیر هستند:
- صرفه‌جویی در مصرف آب
- مدیریت پایدار جنگل‌ها
- تولید سوخت‌های زیستی
- انرژی زمین‌گرمایی
- پاک‌سازی زیست‌محیطی
- پایداری
- ممیزی انرژی
- بازیافت
- وسایل نقلیه الکتریکی
- انرژی خورشیدی[۷]

تعاریف فوق همچنین مشاغلی را شامل می‌شود که در زمینه استفاده یا توسعه انرژی تجدیدپذیر نظیر باد، انرژی آبی، الکتریسیته زمین گرمایی، گاز حاصل از دفن زباله و زباله‌های جامد شهری و پسماندهای جامد شهری فعالیت می‌کنند و همچنین آن‌هایی که به افزایش بهره‌وری و کارایی این منابع می‌پردازند. در دامنه شغل‌های سبز، آموزش، تربیت نیروی کار، و ارتقاء آگاهی عمومی نیز قرار می‌گیرد؛ زیرا این فعالیت‌ها از طریق اجرای مقررات، حمایت از آموزش‌های زیست‌محیطی، و تقویت نفوذ اجتماعی در جهت حفاظت از محیط زیست نقش مهمی ایفا می‌کنند.

## بر اساس نقش
این فهرست جامع و کامل نیست، بلکه تنها نمونه‌ای از مشاغل رایج در حوزه محیط زیست و نیز برخی از مشاغلی را شامل می‌شود که در سال‌های اخیر سریع‌ترین رشد را تجربه کرده‌اند، ارائه می‌دهد. در واقع، گستردگی و تنوع مشاغل زیست‌محیطی به‌مراتب فراتر از موارد ذکرشده است و هر روز با گسترش دانش و فناوری‌های نوین، زمینه‌های شغلی جدیدی در این حوزه ظهور می‌یابد.
برای مثال، در کنار مشاغلی مانند مهندسی انرژی‌های تجدیدپذیر، کارشناس بازیافت، و ناظر مصرف انرژی، امروزه مشاغلی همچون تحلیل‌گر ردپای کربن، مشاور پایداری شهری، طراح ساختمان‌های سبز، متخصص کشاورزی هوشمند، و حتی توسعه‌دهندگان فناوری‌های پاک نیز با سرعت چشمگیری در حال رشد و گسترش هستند.
از سوی دیگر، رشد سریع برخی از این مشاغل ناشی از افزایش تقاضای جهانی برای اقتصاد کم‌کربن، الزامات قانونی و زیست‌محیطی، و افزایش آگاهی عمومی نسبت به بحران‌های محیط زیستی است. همچنین سرمایه‌گذاری در حوزه‌هایی نظیر انرژی خورشیدی، خودروهای برقی، زیرساخت‌های بازیافت و آب‌شیرین‌کن‌های هوشمند باعث شده است فرصت‌های شغلی نوینی در سطح ملی و بین‌المللی ایجاد شود.
بنابراین، این فهرست را باید نقطهٔ شروعی برای شناخت دنیای پویا و در حال تحول مشاغل زیست‌محیطی دانست، نه مرز نهایی آن. با توجه به روندهای جهانی، انتظار می‌رود در سال‌های آینده دامنه شغل‌های سبز هم از نظر کمّی و هم کیفی به‌طور چشمگیری توسعه یابد و نقش مهمی در ترسیم آینده‌ای پایدار برای جوامع بشری ایفا کند.

### دانشمند کشاورزی
دانشمندان کشاورزی متخصصانی هستند که در زمینه افزایش بهره‌وری کشاورزی تخصص دارند. آن‌ها با مطالعه علمی گیاهان زراعی، دام‌ها، و روش‌های کشت و پرورش، می‌کوشند کارایی، بازده، و پایداری سیستم‌های کشاورزی و صنایع وابسته به آن را بهبود بخشند.
این متخصصان با بهره‌گیری از دانش‌هایی همچون زیست‌شناسی گیاهی و جانوری، شیمی خاک، ژنتیک، اصلاح نباتات، فناوری‌های نوین کشاورزی، و اقلیم‌شناسی، راهکارهایی را برای مقابله با چالش‌هایی نظیر کاهش منابع آبی، فرسایش خاک، تغییرات اقلیمی، آفات و بیماری‌های کشاورزی، و نیاز روزافزون به تولید مواد غذایی سالم و پایدار ارائه می‌دهند.
دانشمندان کشاورزی در طیف متنوعی از حوزه‌ها فعالیت می‌کنند؛ از جمله:
- توسعه و اصلاح بذرها و گونه‌های مقاوم‌تر گیاهی
- طراحی و ارزیابی سیستم‌های آبیاری هوشمند
- تدوین راهکارهای کشاورزی پایدار
- تحقیق دربارهٔ خوراک دام و بهبود سلامت حیوانات پرورشی
- بهره‌برداری بهینه از کودها و آفت‌کش‌ها با کمترین آسیب به محیط زیست
- مدیریت خاک و منابع طبیعی
- تدوین سیاست‌های کشاورزی بر اساس داده‌های علمی

## برای مطالعهٔ بیشتر
- دفترچه راهنمای چشم‌انداز شغلی اداره آمار کار
- روندهای آگهی شغلی محیط زیست کانادا در سال ۲۰۱۸
- دانشگاه RMIT، رشته محیط زیست، حرفه، پروفایل‌های شغلی، پژوهش، ۲۰۱۷